# Lotuko
Lotuko, auch Lotuxo, Lotuho, Latuka; ist eine Volksgruppe im Süden des Südsudan an der Grenze zu Uganda. Die etwa 230.000 Menschen gehören zu den Niloten und leben in der Provinz Ostäquatoria. Sie sprechen Otuho, auch Lotuko, das zur Dialektgruppe Lotuho gehört und eine nilotische Sprache ist.

## Lage
Das Siedlungsgebiet erstreckt sich von den Osthängen des Imatong-Gebirges bis in die Westhälfte der Ebene, in deren Mitte die Kleinstadt Ikotos liegt und die im Osten von den Dongotono-Bergen abgeschlossen wird. Im Norden reicht das Gebiet bis zum Ende der Lopit-Berge. Die 590 bis 650 Meter hoch gelegene Ebene wird von diesen Bergen hufeisenförmig umgeben. Ihre Gipfel sind zwischen 1300 und 1700 Meter hoch. Vereinzelt ragen Inselberge 100 bis 300 Meter aus der Ebene. Die natürliche Vegetation besteht aus Buschland, darin gedeihen Akazien, Doumpalmen und vereinzelt Tamarinden. Die unterschiedlichen Tätigkeiten im Verlauf eines Jahres richten sich nach der Regenzeit, die von Ende März bis Mitte November oder Dezember dauert.
Ikotos, das seit 2004 ein eigener Verwaltungsbezirk ist, liegt südlich der Hauptverbindungsstraße zwischen Juba und dem kenianischen Grenzort Lokichoggio. Der Abzweig von dieser Straße befindet sich in Keyal, 40 Kilometer östlich der Provinzhauptstadt Torit. Nach diesem Ort lautet die Eigenbezeichnung der Lotuko Olotorit („zu Torit gehörend“).

## Gesellschaft
Die Lotuko sind von ebenfalls nilotischen Völkern umgeben: im Westen von Bari, die in den Ebenen entlang des Weißen Nils leben und zu denen ein enger Kontakt besteht (einige Lotuko am westlichen Rand ihres Siedlungsgebietes bezeichnen sich gelegentlich als Bari), im Süden jenseits der Grenze Ugandas von Acholi und Madi, im Osten von Didinga (in den gleichnamigen Bergen), Longarim und Boya. Des Weiteren gibt es noch einige Untergruppen der ugandischen Lango, dazu zählen die Dongotono und Imatong (den entsprechenden Bergen zugeordnet). Die Toposa im Nordosten wurden wegen ihrer kriegerischen Fähigkeiten respektiert und zugleich gefürchtet. Es gibt gelegentlich Heiraten zwischen den einzelnen Volksgruppen. Die ethnischen Abgrenzungen beruhen auf Sprachunterschieden, kulturellen Überlieferungen und jahrhundertealten Feindschaften.

### Traditionelle Wirtschaftsformen
Lotuko betreiben bei reichlich Niederschlägen Ackerbau in den Hügeln und Viehzucht in den Ebenen bis nach Torit. Die Hauptanbauprodukte sind dieselben, wie sie bereits 1882 von Emin Pascha beschrieben wurden: Sorghum, Kolbenhirse (lokale Bezeichnung omeiti) und Erdnüsse (aful). Hirsen und Erdnüsse werden in jährlicher Rotation angebaut. Hinzu kommen etwas Fingerhirse und Mais, Sesam, Kürbis, Bohnen und Okra. Als Luxusgüter gelten traditionell Tabak und Hirsebier (ahuhu). Bier darf nur von erwachsenen Männern getrunken werden.
Rinder, Schafe und Ziegen sind von größerer Bedeutung als Wertobjekte, Austauschgeschenke und traditionell als Ritualopfer denn als Nahrungsmittel. Die Handelsbeziehungen der Lotuko reichen bis ins weiter ostwärts gelegene Kidapo-Tal. Dort finden ihre Rinderherden auch in der Trockenzeit Weideland und Wasserstellen. Die Tiere werden nachts in Pferchen (abore) gehalten, die eine solidere Umzäunung haben als die meisten Gehöfte. Eine Konstruktion aus Bambuspfosten oder Ästen wird mit Dornbüschen ausgestopft. Der einzige niedrige Eingang wird mit Holzbalken verschlossen. Die Pferche liegen üblicherweise innerhalb des Dorfes.
Rinder (meist kurzhornige Zebus) sind der wertvollste Besitz. Der Brautpreis wird wie bei den umliegenden Volksgruppen mit Rindern bezahlt, das Verhältnis zu Rindern ist aber weit weniger ritualisiert als bei den Dinka. Dennoch sind Rinder ein notwendiger Teil des Brautpreises und nicht durch andere Güter ersetzbar. Die täglichen Wanderbewegungen der Rinderherden, die nur von initiierten Männern begleitet werden, betragen sechs bis acht Kilometer, in Krisenzeiten weniger. Während der Trockenzeit liefern die Kühe täglich einen Liter Milch, in der Regenzeit zwei bis drei Liter.
Der nur in geringem Umfang praktizierte Fischfang in den Flüssen und das Sammeln von Wildpflanzen ist Frauenarbeit. Gruppen von Frauen treiben im Flachwasser mit Netzen die Fische von der Mitte an den Rand. Große Fische im tiefen Wasser werden mit Speeren gefangen.
Es gibt drei Formen kooperativer Arbeit: Eruai ist die freiwillige Hilfe unter nahen Verwandten, die bei jeder Aufgabe und nach Bedarf erbracht wird. Ältere bedürfen eher der Hilfe. Es gibt zunächst keine Gegenleistung, später wird nach eigenem Ermessen Bier und Hirsebrei an die Helfer ausgegeben. Ahetai wird innerhalb der Verwandtschaft, Nachbarschaft oder Altersklasse organisiert. Es geht um einen Tag Feldarbeit. Der beantragende Haushalt verpflichtet sich zur späteren Teilnahme an den ahetai der Hilfe leistenden Haushalte. Elulung ist eine Tage vorher von einem Haushalt beantragte Gemeinschaftsarbeit, die innerhalb der Altersklassen organisiert wird. Prinzipiell kann für jede Arbeit ganzjährig kooperative Hilfe beansprucht werden, wobei es sich meist um Feldarbeit oder Hausbau handelt. Die Gruppe beginnt bei Sonnenaufgang mit der Feldarbeit und erhält vormittags ein Frühstück mit Hirsebier, Brei und normalerweise auch Schaf- oder Ziegenfleisch. Bei Arbeitsende werden die Hacken (apuri) von Mädchen eingesammelt und in das Gehöft zurückgetragen. Die Menge an Fleisch und Bier, die vom Auftraggeber zu beschaffen ist, wird von der Gruppe festgelegt. Elulung findet meist nur einmal wöchentlich statt.

### Dörfer
Es gibt Siedlungen in den Hügeln und im nördlichen Flachland. Die Rundhäuser aus Lehm mit Grasdeckung (allgemein: tukul) innerhalb eines Gehöftes sind von einem Zaun (eleyadi) umschlossen, der außer an der Zugangsseite zugleich die Grenze zum Nachbargehöft bildet. Innerhalb eines Rundhauses mit fünf bis sechs Meter Durchmesser befinden sich eine lange Bank für Besucher, ein Tontopf mit Trinkwasser (atobok hari) und weitere Tongefäße für Getreide und Erdnüsse. Der Eingang liegt im Westen oder Osten. Die Holzkonstruktion der Wände ist mit Lehm umgeben, über die Bambusstangen des Kegeldaches werden Palmblätter oder Grasbündel geschichtet. Die Gehöfte sind um einen zentralen Tanzplatz angeordnet, an dessen Seite sich traditionell ein Versammlungsplatz auf einer Bambusplattform (obele, ähnliche Bezeichnungen bei den umliegenden Völkern) befindet. Hier werden die für Rituale benötigten Trommeln gelagert. Ein Dorf besteht ursprünglich nur aus einem Viertel (amangat). Nach einer Vergrößerung erfolgt eine Aufteilung in mehrere gleiche Wohnviertel. Größere Dörfer sind klar in mehrere Teilbereiche abgegrenzt, die eine räumliche und soziale Einheit bilden.
Die Werkstätten der Schmiede (okwore) bestehen aus von vier bis sechs Pfosten getragenen Dächern ohne Seitenwände und befinden sich stets außerhalb der Dörfer, wo sie zum regelmäßigen Versammlungsplatz der Männer werden.

### Gesellschaftliche Organisation
Die Mitglieder einer Gesellschaft werden in Altersklassen eingeteilt. Es ergibt sich ein soziales Alter jeder Person (unabhängig vom biologischen Alter), das deren gesellschaftliche Verpflichtungen im Detail festlegt. Der Einfluss, der die Zuordnung zu einer Altersklasse für das tägliche Leben hat, übersteigt den der eigenen Verwandtschaft. Die Lotuko unterscheiden sechs Altersklassen: Das Kleinkind bis zu 3 Jahren gehört in die Klasse eitole; das Kind bis zu 13 Jahren zu eito (Plural aduri); ein männlicher Heranwachsender von 13 bis 18 Jahren heißt eito horwong, eine weibliche Heranwachsende von 12 bis 16 Jahren heißt odwoti (Plural: odwo); der 18- bis 60-jährige Mann gehört zur Altersklasse monyemiji (Plural: monyomiji); die verheiratete Frau ab 14 Jahren zu angorwoi. Der 40- bis 70-jährige Mann wird zur Klasse amarwani (Plural: amarwak) gezählt.
Gemäß der Tradition spielen die Mitglieder der ältesten Clans des Siedlungsgebietes eine dominierende Rolle. Heiraten finden meist außerhalb des Clans statt, sie sind exogam. Die unterteilten Subclans heiraten grundsätzlich exogam. Die Braut (Altersklasse odwoti) ist bei der Heirat etwa 14 Jahre alt, der Mann heiratet nach der Initiation mit 18 bis 22 Jahren. Solange der Brautpreis nicht vollständig überbracht wurde, bleibt die Braut in ihrem elterlichen Gehöft. Sie besucht ihren Mann, kocht für ihn und bewirtet die Gäste. Im Gegenzug leistet der Mann Arbeit für den Haushalt der Schwiegereltern. Nach etwa einem Jahr wird ein eigener Haushalt gegründet.
Die Monyomiji-Mitglieder, die „Gruppe der alten Männer“, bilden eine Art Bruderschaft. Ihre Felder, die sie in der Ebene bestellen, sind meist benachbart. Die Männer führen Aktivitäten wie Feldbestellung, Jagd oder Tänze gemeinsam aus. Sie sind für die Verteidigung des Dorfes verantwortlich. Jede Dorfteilgruppe hat eigene Tänze und mit Trommeln begleitete Lieder. Es gibt ein eigenes Trommelhaus (hadufa) am Versammlungsplatz der Männer. Rivalitäten sollten innerhalb dieser Gruppen nicht mit Speeren ausgetragen werden, sondern sich in Ringkämpfen äußern.
Die Initiation der Jungen, die dadurch zu monyemiji werden, geschieht individuell. Das Ritual verlangt, dass einer Ziege von drei Erwachsenen und einem Dorfoberhaupt mit dem Speer der Bauch aufgeschlitzt wird. Mit den Eingeweiden wird am Boden ein Kreis gebildet, in den der Initiant treten muss. Später werden vier Teile vom Fleisch auf Steinen geröstet und verspeist. Die Nacht verbringt der Initiant an der Feuerstelle. Am nächsten Morgen kehrt er zu seinem Gehöft zurück, um seinen früheren Status als eito abzuwaschen. Alle fünf bis sechs Jahre werden die während dieser Zeit initiierten Männer in einer weiteren Zeremonie in eine Unterklasse ihrer Altersklasse eingeführt.
Die zentrale gesellschaftliche Strukturierung geschieht durch ein alle 20 Jahre stattfindendes Ritual, bei der die Monyomiji ihre Macht von der vorhergehenden Generation übernehmen. Dies ist die dritte und letzte Initiation im Erwachsenenleben. Bei dem Ritual stehen sich die Mitglieder der alten und neuen Altersklasse gegenüber. Zwischen ihnen liegt die größte Trommel des Dorfes, die von der einen auf die andere Seite gerollt wird und damit den Übergang der Autorität symbolisiert.
Die rituelle Macht über die Einwohner des Dorfes, die Felder und Tiere wird von Dorfoberhäuptern (amonya, auch aboloni) ausgeübt, die von den ersten in der Region siedelnden Clans abstammen. Das Amt wird vom Vater zum ältesten Sohn seiner ersten Frau vererbt. Sollte der Sohn beim Tod des Vatern noch nicht initiiert oder sonst unqualifiziert sein, so kann übergangsweise dessen Mutter oder ersatzweise ein jüngerer Bruder das Amt übernehmen. Die Ältesten tragen in der Gerontokratie die Verantwortung für das Land und müssen die Bevölkerung schützen. Bei entsprechender Größe des Dorfes gibt es mehrere Dorfoberhäupter, die unterschiedliche, definierte Aufgaben wahrnehmen. Ein amonya muss vor dem Anlegen eines Feldes oder dem Gang zur Jagd seine Genehmigung erteilen.
Unabhängig von den Dorfoberhäuptern hat der Regenmacher (hobu, weibliche Form: nobu, Plural: hobwok) einen ähnlichen Verantwortungsbereich. Alle sind für die Wohlfahrt zuständig und sollen Einfluss auf die jenseitige Welt nehmen. Der Regenmacher wird am Erfolg gemessen; ob es ihm gelingt, durch entsprechende Rituale Regen herbeizuführen. Er ist die spirituelle Ansprechpartner und bestimmt die Riten zu Beginn des Feldbaus und nach der Ernte. Die Macht des hobu wird geachtet und gefürchtet. Die Ehe eines Regenmachers mit einer Regenmacherin aus einem anderen Clan erzeugt eine dauerhafte Beziehung zwischen beiden Clans.

## Religion
Die Möglichkeit, in das abgelegene und erst seit dem Ende des Sezessionskriegs im Südsudan 2005 halbwegs zugängliche Gebiet zu gelangen, wird als Aufforderung zur Missionierung verstanden.
Ihre afrikanische Religion weist einen Hauptgott auf, den Schöpfergott Ajok. Er ist das Symbol der anderen, jenseitigen Welt. Ajok ist allmächtig, seine Macht setzt er weder zum Vorteil oder Nachteil der Menschen ein. Es gibt (vermutlich eine Bezeichnung für den negativen Aspekt von Ajok) eine unheilvolle und unsichtbare Macht Naijok, die Krankheit und Tod bringt. Auch alles, was nicht verstanden wird, kann „Naijok“ sein. Seit den 1920er Jahren ist durch einen möglichen Einfluss der christlichen Mission die frühere Vorstellung von Ajok nicht mehr eindeutig erfragbar. Anfang der 1960er Jahre waren die Missionierungsbemühungen der katholischen Kirche besonders erfolgreich. So stieg in den Distrikten Torit und Isoke von 1960 bis 1964 die Zahl der Christen von 38.000 auf 90.000.
Es gibt noch die klare Vorstellung, dass Ahnen, solange sie im Gedächtnis präsent sind, einen Einfluss ausüben und zum Dorf und der umgebenden Wildnis gehören. Das Totenritual wird daher sehr sorgfältig durchgeführt und dauert drei Tage. Es muss wieder eine Ziege geschlachtet werden, weil deren Eingeweide für das Ritual benötigt werden. Für das Fest muss wie üblich Bier und eine Kalebasse mit Mehl von den Angehörigen gebracht werden. Nach etwa vier Wochen erfolgt der letzte Abschied, bei dem jeder Besucher Bier erhält. Nach einem oder mehreren Jahren werden die Knochen exhumiert und in einem Tontopf verwahrt, der unter einem bestimmten Baum in der Wildnis platziert wird. Die Ahnenseele fühlt sich außerhalb des Grabes wohler.
Der Regenmacher tritt zu (Ajok und) den Ahnen in Beziehung und bittet um Regen. In der Ursprungsmythologie gibt es einen ersten Regenmacher namens Ibon, der als Regenwasser auf die Erde kam, die Gestalt eines Mannes annahm, mit einer Frau einen Nachkommen zeugte und einige für das Ritual wichtige Regensteine hinterließ. Diese Kieselsteine symbolisieren Regentropfen, sie dürfen nur von einem bestimmten Assistenten des Regenmachers berührt werden. Eine Besonderheit bei den Lokuto war ein aus Steinplatten eingerichteter besonderer Versammlungsplatz für Männer.

## Politische Situation
Auseinandersetzungen mit benachbarten Volksgruppen wurden traditionell mit Speeren ausgetragen. Es ging und geht noch immer um Viehdiebstahl und Weiderechte. Die Feindschaft zu den Imotong rührt von einem in unbestimmter Vorzeit von den Imotong getöteten Helden der Lotuko her. Noch heute singen die Imotong, zum Ärger der Lotuko, ein dieser Tat gewidmetes Siegeslied. Wenn es zu Streitigkeiten kommt, kann auch ein 40-prozentiger Alkohol (guu), der zumeist aus Uganda bezogen wird, eine Rolle spielen.
Viehdiebstähle haben sich eigendynamisch zu kulturell verankerten Fehden entwickelt. Rache nehmen wurde zu einer Notwendigkeit und gesellschaftlichen Forderung. Die Streitigkeiten werden vornehmlich zwischen Lotuko, Buya und Didinga ausgetragen. Alle zusammen tragen Fehden grenzüberschreitend mit Lango-Gruppen aus, die wiederum mit Karamojong verfeindet sind. Lotuko wurden auch für die Plünderung von Feldern im ugandischen Kitum-Distrikt verantwortlich gemacht. Ein 1985 organisiertes Treffen der jeweiligen Regenmacher brachte keine Beilegung der alten Konflikte. Seit dieser Zeit kam es zu mehreren Schießereien.
Während des Bürgerkriegs kam es in der Berggegend zu relativ wenigen Kämpfen. Das Gebiet um Torit an der Hauptstraße wurde von Regierungstruppen gehalten, die Berge um Ikotos waren von der SPLA besetzt. Es gab Kämpfe in der Ebene um Ikotos und besonders um Torit, das 2002 von der SPLA erobert wurde. Dadurch mussten einzelne Bevölkerungsgruppen in benachbarte Gebiete fliehen und sich den jeweils Herrschenden unterstellen. Als sich Anfang der 1990er Jahre einzelne Fraktionen der Befreiungsbewegung, die sich mehrheitlich aus Dinka und Nuer rekrutierte, abzuspalten begannen, wurden in die Auseinandersetzungen auch die in den Bergen lebenden Volksgruppen einbezogen, von den jeweiligen Kadern bewaffnet und teilweise gegeneinander ausgespielt. Die Verfügbarkeit von Waffen lässt seither die Rache für Viehdiebstähle in einem Blutbad ausarten. So gab es 1998 auf einem von Lotuko und Didinga veranstalteten Viehmarkt bei Ikotos 25 Tote. Die SPLA-Regierung wird beschuldigt, zögerlich oder parteiergreifend zu reagieren.
2002 wurde der Bürgerkrieg zwischen der aus Uganda stammenden Lord’s Resistance Army (LRA) und der ugandischen Regierungsarmee (UDPF) auch im Grenzgebiet auf sudanesischer Seite ausgetragen. Dem andauernden Problem der Überfälle durch die LRA mit Plünderungen und der Entführung von Kindern begegnen die Lotuko mit Selbstbewaffnung.

## Bekannte Mitglieder der Lotuko
Die in Khartum aufgewachsene Schriftstellerin Stella Gaitano, deren Eltern der Ethnie der Lotuko entstammen, lebt nach ihrer Flucht aufgrund von Repressionen seit 2022 in Deutschland.